# Vụ tràn dầu MV Wakashio

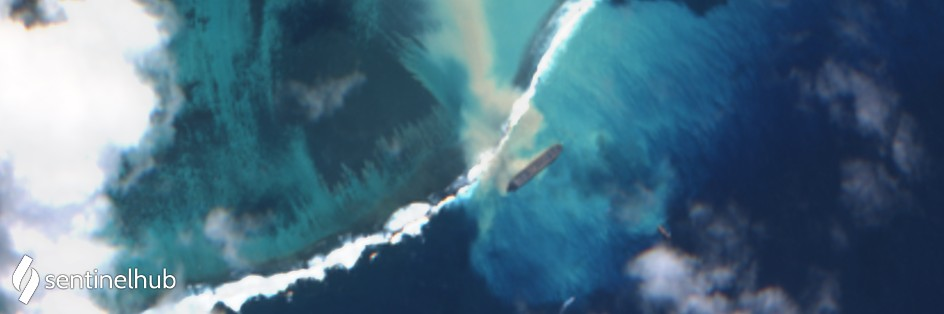
Ảnh vệ tinh địa điểm vụ tràn dầu MV Wakashio

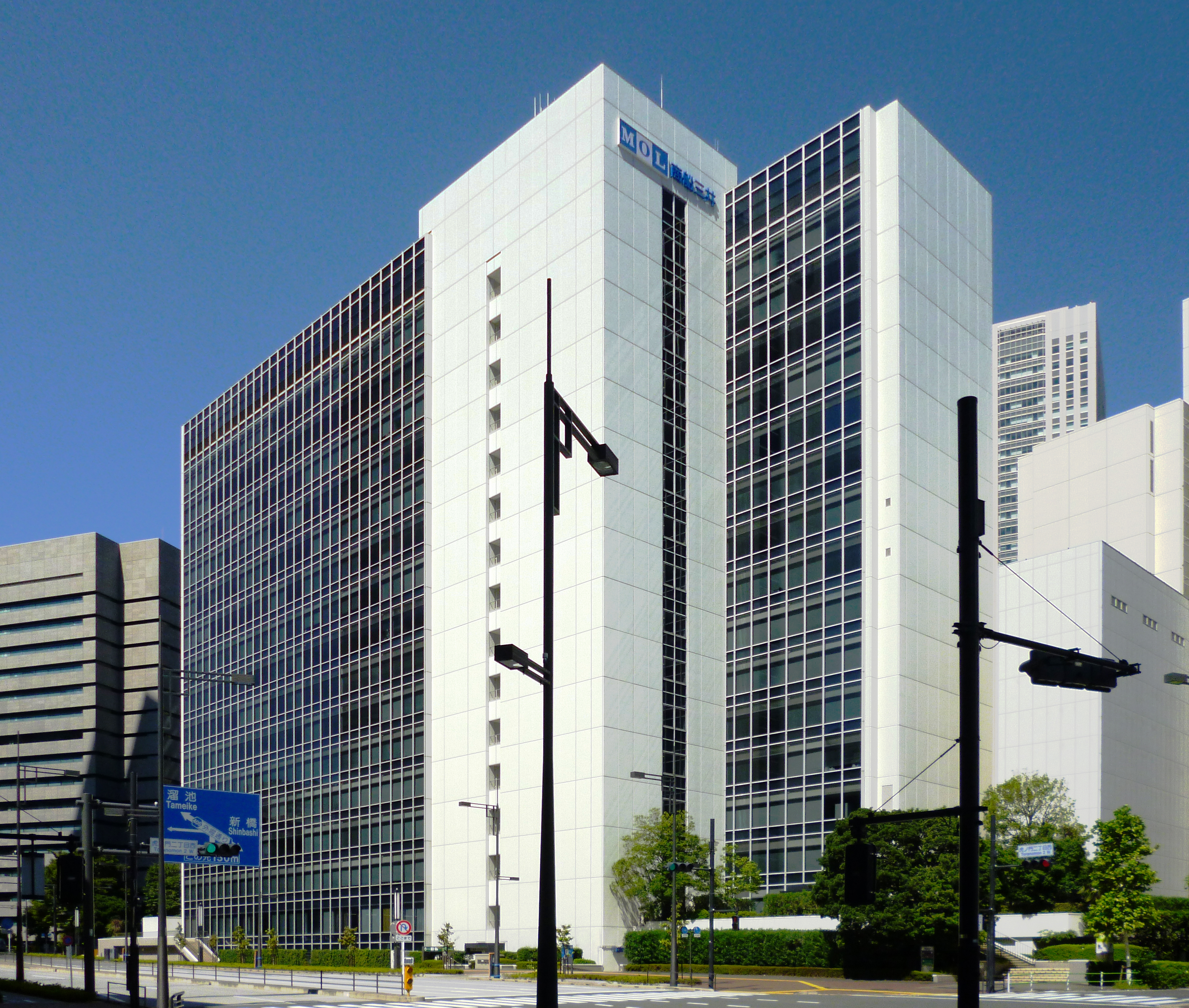
Trụ sở Mitsui O.S.K. Lines tại Tokyo

Vụ tràn dầu MV Wakashio xảy ra ngoài khơi Pointe d'Esny, phía Nam của Mauritius, sau khi con tàu hàng rời Wakashio bị mắc cạn trong một rạn san hô vào khoảng 16:00 UTC ngày 25 tháng 7 năm 2020. Con tàu chở hàng bắt đầu rò rỉ dầu nhiên liệu trong những tuần tiếp theo. Đến ngày 10 tháng 8 năm 2020, khoảng 1.000 tấn dầu đã bị tràn từ con tàu.

## Bối cảnh

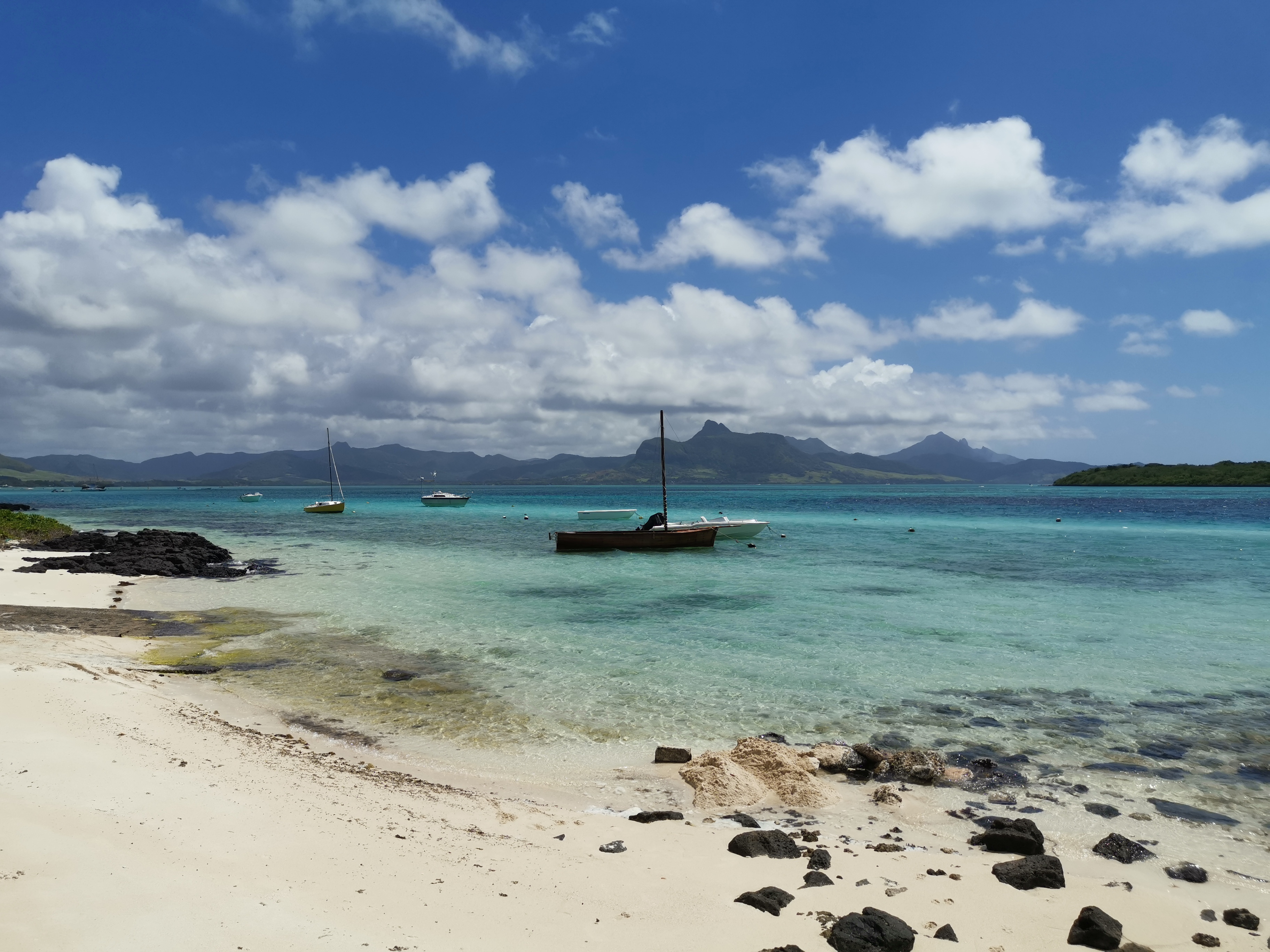
Tàu tại Pointe d'Esny trước vụ tràn dầu

Là một tàu chở hàng rời cỡ lớn, MV Wakashio được đóng bởi Tập đoàn Universal Shipbuilding tại Tsu, Nhật Bản. Con tàu được đặt sống ngày 23 tháng 9 năm 2004, hạ thủy ngày 9 tháng 3 năm 2007, và được giao ngày 30 tháng 5 năm 2007. Con tàu có trọng tải toàn phần là 203.000 tấn, chiều dài toàn phần là 299,95 m, và sườn ngang dài 50 m. Động cơ diesel duy nhất của con tàu cho tốc độ phục vụ là 14,5 hải lý trên giờ (26,9 km/h). Con tàu thuộc sở hữu của Okiyo Maritime Corp., một công ty liên kết của Nagashiki Shipping Co. Ltd., và được vận hành bởi Mitsui O.S.K. Lines. Vào thời điểm bị mắc cạn, Wakashio mang cờ phương tiện là Panama, mặc dù thuộc sở hữu của Nhật Bản. Con tàu ra khơi mà không có hàng hóa từ Liên Vân Cảng, Trung Quốc ngày 4 tháng 7 năm 2020, dừng chân ở Singapore, và dự kiến đến Tubarão, Brazil ngày 13 tháng 8. Một thủy thủ đoàn gồm 20 người ở trên con tàu, không có ai bị thương.
Cơ quan điều tra ClassNK của Nhật nói ngày 11 tháng 8 rằng con tàu đã vượt qua một bài kiểm tra hàng năm vào tháng 3. Công ty nói vụ việc nhiều khả năng không ảnh hưởng lớn đến doanh thu của họ.

## Sự cố
Ngày 25 tháng 7 năm 2020, Wakashio mắc cạn trong một rạn san hô ở phía nam Mauritius, nhưng không tràn dầu ngay lập tức. Ngày 6 tháng 8, dầu bắt đầu rò rỉ từ con tàu, khi ấy chính quyền Mauritius đang cố gắng kiểm soát sự cố và giảm thiểu ảnh hưởng bằng cách cô lập những khu vực nhạy cảm về môi trường quanh bờ biển, trong khi chờ cứu hộ quốc tế để bơm 3.890 tấn dầu còn trên tàu. Đến ngày 10 tháng 8, khoảng 1.000 tấn dầu đã bị rò ra ngoài, với số dầu còn trên tàu khoảng từ 2.500 đến 3.000 tấn. Gió lớn và sóng cao đến 5 mét (16 ft) buộc hoạt động lau dọn ngừng vào ngày 10 tháng 8; những vết nứt bên thân tàu dẫn đến lo ngại con tàu có thể "gãy làm đôi", theo thủ tướng Mauritius Pravind Kumar Jugnauth. Jugnauth nói 3.000 tấn dầu đã được bơm ra ngoài kho dự trữ của con tàu. Dữ liệu từ vệ tinh Phần Lan Iceyecho thấy lượng dầu tràn đã lan từ 3,3 km2 (1,3 dặm vuông Anh) ngày 6 tháng 8 ra 27 km2 (10 dặm vuông Anh) ngày 11 tháng 8.
Bộ trưởng Môi trường của hòn đảo, Kavy Ramano, cùng với bộ trưởng đánh cá, nói với báo chí rằng đây là lần đầu tiên nước này phải đối mặt với một thảm họa lớn như thế, và họ không đủ nguồng lực để giải quyết sự cố.
Vụ mắc cạn xảy ra ở một khu vực được Công ước Ramsar liệt kê là vùng đất ngập nước có tầm quan trọng quốc tế và nằm gần công viên hải dương Blue Bay. Du lịch đóng vai trò quan trọng trong nền kinh tế Mauritius, đóng góp khoảng 63 tỷ rupi Mauritius (1,59 tỷ USD) năm 2019, và tập trung vào cảnh quan và động vật biển, những thứ sẽ bị ảnh hưởng tiêu cực bởi vụ tràn dầu. Greenpeace nói rằng "hàng nghìn loài vật [...] đối mặt với nguy cơ chết trong biển ô nhiễm, với những hậu quả khôn lường cho nền kinh tế, an ninh lương thực và sức khỏe của Mauritius."

## Phản ứng
Thủ tướng Pravind Kumar Jugnauth tuyên bố "tình trạng khẩn cấp môi trường" và yêu cầu sự trợ giúp của Pháp ngày 7 tháng 8. Tông thống Pháp Emmanuel Macron đăng tweet, khẳng định sẽ hỗ trợ người dân Mauritius. Pháp gửi cả thiết bị và nhân lực quân sự và thường dân từ lãnh thổ Réunion.
Các tình nguyện viên địa phương tham gia vào chiến dịch dọn dẹp bằng cách tạo những rào chắn bằng vải nhồi với rơm và tóc người. Nhật Bản gửi một đội sáu chuyên gia để hỗ trợ. Ngày 11 tháng 8 năm 2020, Indian Oil (Mauritius) Ltd (IOML) bắt đầu bơm dầu còn ở trên chiếc Wakashio sang chiếc sà lan Tresta Star của IOML với khả năng chứ 1.000 tấn dầu.

## Thiệt hại môi trường
Nhà hải dương học và kỹ sư môi trường Vassen Kauppaymuthoo nói, "Gần 50% khu đầm phá này là khu vực môi trường nhạy cảm, hoặc là san hô, hoặc là cỏ biển, hoặc là bãi bùn, bãi cát hay đụn cát. Do đó vùng đầm phá này rất nhạy cảm đối với vụ tràn dầu". Nhà độc sinh thái học Christopher Goodchild của Đại học bang Oklahoma nói, "Với vụ tràn dầu này lan ra khu rừng ngập mặn, những hợp chất dầu có thể dính vào hợp chất hữu cơ hoặc đất cát và loại bỏ lớp cặn độc hại đó sẽ rất khó khăn". Lớp sơn chống bẩn bị hỏng trên thân tàu cũng có thể đầu độc động thực vật trong rạn và xung quanh, tương tự với tình trạng của Rạn san hô Great Barrier.